# Grass Valley (Nevada)
Grass Valley es un lugar designado por el censo ubicado en el condado de Pershing en el estado estadounidense de Nevada. En el año 2010 tenía una población de 1.161 habitantes.

## Geografía
Grass Valley se encuentra ubicado en las coordenadas 40°49′34″N 117°45′45″O / 40.82611, -117.76250.